# 尚市镇
尚市镇，是中华人民共和国湖北省随州市随县下辖的一个乡镇级行政单位。

## 行政区划
尚市镇下辖以下地区：
尚市社区、南岗村、龙脉村、群金村、有余村、社九村、星申村、群岳村、星雨村、群祥村、旭益村、星巩村、星模村、星河村、苏家岗村、王家河村、民太村、太山村、敖棚村和净明铺村。